# 达延汗征讨鄂尔多斯
达延汗统一蒙古右翼之战，即达延汗为了振兴蒙古汗廷，统一蒙古诸部的战争。1480年，达延汗巴图蒙克即位，为加强蒙古可汗的权威，在其夫人满都海哈屯的协助下，西击瓦剌，清除异宗权臣和割据势力，开始了统一蒙古各部的活动，但遭到右翼永谢布、鄂尔多斯、满官嗔-土默特万户一些异姓领主的强烈反抗。
达延汗在1509年封自己的次子乌鲁斯博罗特为济农，企图接管右翼诸部落。永谢布首领亦不剌、鄂尔多斯首领满都来不愿受乌鲁斯博罗特的统治。乌鲁斯博罗特在鄂尔多斯祭拜成吉思汗八白室，亦不剌指使一个走卒向济农的侍卫挑衅，形成冲突，走卒被济农的下属杀死。亦不剌借口乌鲁斯博罗特一到鄂尔多斯就杀人，于是起兵叛乱。达延汗于是率领左翼察哈尔、喀尔喀、兀良哈、科尔沁等属部讨伐鄂尔多斯等右翼诸部，双方激战于达兰特哩衮（一说为大青山，一说为今鄂托克旗的达拉图鲁）。达延汗第三子巴尔斯博罗特亦从右翼逃出，率4千勇士加入战斗。虽然达延汗部将布尔海在战争中阵亡，但最终达延汗以“牤牛阵”大破右翼的“弓形推车阵”，取得了战争的胜利，右翼或死或降。亦不剌、满都来率领残部逃亡青海。达延汗统一左右翼蒙古後，封第三子巴尔斯博罗特为济农，统率鄂尔多斯部。
《蒙古源流》说“达延汗遂收服右翼，平定六万兵民大众”。“右翼之战”後，太师、丞相、知院官职被达延汗废除，黄金家族的统治在蒙古本部最终确立，奠定了孛儿只斤氏的“中兴”局面。